# Canon EOS 450D
Canon EOS 450D — цифровой зеркальный фотоаппарат серии EOS компании Canon.
Ориентирован на фотографов-любителей и представляет собой развитие Canon EOS 400D. Фотоаппарат был анонсирован 23 января 2008 года. Камера представлена в двух вариантах: отдельно и в комплекте с объективом Canon EF-S 18-55 mm f/3.5-5.6 IS, оснащённым стабилизатором изображения. Следующая модель данного уровня — Canon EOS 500D.
В Северной Америке фотоаппарат продаётся под названием Digital Rebel XSi, в Японии — EOS Kiss X2.

## Особенности по сравнению с предыдущими моделями
Основными особенностями фотокамеры по сравнению с предшествующей моделью Canon EOS 400D и другими стали:
- новая матрица с разрешением 12 мегапикселей;
- переход с карт памяти Compact Flash на Secure Digital;
- фотопроцессор DIGIC III;
- функция LiveView, позволяющая «целиться» по экрану камеры;
- возможность автофокусировки в режиме LiveView по основному датчику фокусировки (с подъёмом зеркала) и по контрастности изображения (как в цифрокомпактах);
- улучшенный, более крупный (увеличение 0,87×)[2] видоискатель, с отображением выбранной чувствительности;
- добавлен режим точечного замера экспозиции (4 % площади кадра в центре);
- 3" LCD-дисплей;
- новый, более энергоёмкий аккумулятор;
- кит-объектив EF-S 18-55 IS F/3,5-5,6 имеет стабилизатор изображения и улучшен оптически[3] ;
- 14-битный АЦП;
- рукоятка увеличена в высоту;
- изменения в расположении кнопок на задней панели, а также выделенная кнопка управления чувствительностью;
- скорость серийной съёмки возросла до 3,5 к/с, но буфер при съёмке в формат raw уменьшен до 6 кадров.
- добавлена возможность серийной съёмки по таймеру
- система улучшения снимков Highlight Tone Priority и Auto Lighting Optimizer
- возможность внесения данных для верификации снимков — в файл фотографии добавляются специальные данные, по которым в дальнейшем можно определить, вносились ли изменения в изображение
- изменения в интерфейсе меню